# Пункт призначення (серія фільмів)
«Пу́нкт призна́чення» (англ. Final Destination) — серія фільмів жахів, створена американськими продюсерами Джеймсом Вонгом і Гленом Морганом. Заснований на невикористаному сценарії одного з епізодів телевізійного серіалу «Секретні матеріали». Основна тема — фаталізм, неможливість перемогти смерть. Кожна серія являє собою слешер, де загибель героїв відбувається унаслідок ланцюжка безглуздих випадковостей.
На додаток до фільмів, протягом 2005 та 2006 років видавництво Black Flame публікує серію романів з перших трьох фільмів. У 2006 році разом із деякими DVD-дисками «Пункт призначення 3» вийшов комікс-випуск з одним кадром, а в 2007 році Zenescope Entertainment опублікувала серію коміксів під назвою «Пункт призначення: Весняні канікули».
Франшизу похвалили за інноваційну передумову, де сама Смерть є лиходієм, а не звичним слешером, а також за креативність заплутаних, але напружених сцен смерті.

## Передумови
Фільм «Пункт призначення» був написаний Джеффрі Реддіком після того, як він «прочитав історію про жінку, яка була у відпустці, і її мама зателефонувала їй і сказала: «Не летіть завтра, у мене дуже погане передчуття»». Жінка змінила рейс, і літак, на якому вона спочатку мала летіти, розбився. Спочатку написавши сценарій як епізод «Секретних матеріалів», Реддік вирішив перетворити сценарій на повнометражний фільм на прохання одного зі своїх колег з New Line Cinema. Розробивши ідею повнометражного фільму, New Line Cinema найняла Реддіка для написання сценарію; пізніше Джеймса Вонга та Глена Моргана було залучено до написання сценарію зйомок, внісши зміни, щоб відповідати їхнім стандартам.

## Фільми
Серія налічує 6 фільмів:
| № | Фільм                               | Дата виходу в США    | Режисер(и)                 | Сценарист(и)                               | Автор(и) історії                               | Продюсер(и)                                                                    |
| - | ----------------------------------- | -------------------- | -------------------------- | ------------------------------------------ | ---------------------------------------------- | ------------------------------------------------------------------------------ |
| 1 | Пункт призначення                   | 17 березня 2000 року | Джеймс Вонг                | Джеймс Вонг, Глен Морган та Джеффрі Реддік | Джеффрі Реддік                                 | Глен Морган, Крейг Перрі та Воррен Зайд                                        |
| 2 | Пункт призначення 2                 | 31 січня 2003 року   | Девід Р. Елліс             | Ерік Бресс та Дж. Маккі Грубер             | Ерік Бресс, Джеффрі Реддік та Дж. Маккі Грубер | Крейг Перрі та Воррен Зайд                                                     |
| 3 | Пункт призначення 3                 | 10 лютого 2006 року  | Джеймс Вонг                | Джеймс Вонг та Глен Морган                 | Джеймс Вонг та Глен Морган                     | Джеймс Вонг, Глен Морган, Крейг Перрі та Воррен Зайд                           |
| 4 | Пункт призначення 4                 | 28 серпня 2009 року  | Девід Р. Елліс             | Ерік Бресс                                 | Ерік Бресс                                     | Крейг Перрі та Воррен Зайд                                                     |
| 5 | Пункт призначення 5                 | 12 серпня 2011 року  | Стівен Квейл               | Ерік Хейссерер                             | Ерік Хейссерер                                 | Крейг Перрі та Воррен Зайд                                                     |
| 6 | Пункт призначення: Родове прокляття | 16 травня 2025 року  | Адам Штайн та Зак Ліповскі | Гай Бусік та Лорі Еванс Тейлор             | Джон Воттс, Гай Бусік та Лорі Еванс Тейлор     | Джон Воттс, Крейг Перрі, Тобі Еммеріх, Діана МакГанігл та Шейла Ханахан Тейлор |